# Racoviță (famiglia)
Racoviță, o Racovitza, è una nobile famiglia di boiardi moldavi, attestata sin dal XV secolo. A partire dal XVII secolo strinse legami con i Cantemir e con influenti famiglie fanariote, tra cui i Cantacuzini, i Rosetti, i Maurocordato, gli Ypsilanti, i Suțu. Alcuni suoi membri governarono i principati di Moldavia e di Valacchia nel XVIII secolo. La famiglia mantenne una larga influenza anche durante il Regno di Romania.

## Principi regnanti di Moldavia e di Valacchia
- Michele Racoviță (c. 1660–1744), Principe di Moldavia (1703-05; 1707-10; 1716-27) e di Valacchia (1730-31; 1741-44)[3]
- Contantino Racoviță (1699–1764), Principe di Moldavia (1749-53; 1756-57) e di Valacchia (1753-56; 1763-64)
- Stefano Racoviță (c. 1713–1782), Principe di Valacchia (1764-65)

## Altri esponenti illustri
- Emil Racoviță (1868–1947), biologo, zoologo ed esploratore
- Ioan Mihail Racoviţă (1889–1954), generale rumeno
- Nicolae Gr. Racoviță (1835–1894), politico rumeno